# خلوصي بسيسو
خلوصي بسيسو (1909-1965) مؤلف فلسطيني من مدينة غزة، تعلم في مدارس بلدتة ثم إلتحق بجامعة الأزهر في مصر ليكمل تعليمه وحصل على الشهادات العليا في تخصص الأدب العربي، ومن ثم عاد إلى فلسطين عام 1932 وعمل مدرساً للدين واللغة العربية في مدرسة الخليل الثانوية وخلالها حصل على الشهادة العليا بفلسطين.
كانت جميع جلساته تدور على نشر الدعوة الإسلامية والدفاع عن قضيتة الفلسطينية، حيث كتب العديد من المقالات المتنوعة منها السياسية واللغوية والأدبية والاجتماعية والتاريخية والدينية في عدد من الصحف المحلية والعربية كما له عدة دراسات وأبحاث في الفكر الإسلامي والأدب العربي، تم نقله إلى إعدادية بئر السبع بسبب نشاطه السياسي والوطني من قبل حكومة الانتداب البريطاني.

## مناصبه
| الرقم | المنصب |
| ----- | --- |
| 1     | عضو منتدب في محكمة الاستئناف الشرعية العليا.                                                                |
| 2     | عضو في لجنة تنقيح القوانين والإجراءات الشرعية والوعظ والإرشاد.                                              |
| 3     | عضو في هيئة تحرير المجلة الدينية " نور اليقين " الصادرة عن جمعية تحفيظ القرآن الكريم في غزة وذلك عام 1962م. |
| 4     | رئيس لجنة توجه الجهات بغزة لإجراء امتحان الأئمة والوعاظ والخطباء والمدرسين وسائر موظفي المعاهد الدينية.     |
| 5     | رئيس لجنة الأوقاف المحلية بغزة.                                                                             |
| 6     | رئيس مجلس صندوق الأيتام.                                                                                    |
| 7     | خطيب وإمام مسجد ابن عثمان شهاب الدين المعروف.                                                               |
| 8     | عضو لجنة امتحان المأذونين الشرعيين.                                                                         |
| 9     | عضو لجنة الوعظ والإرشاد العليا.                                                                             |
| 10    | عضو مؤسس في جمعية تحفيظ القرآن الكريم.                                                                      |

## مؤلفاتة
- تفسير القرآن الكريم، الجزء الأول من سورة البقرة بالاشتراك مع الأستاذ محمد عواد رئيس تحرير مجلة " نور اليقين ".
- أثر الأدب في بناء القومية العربية – خطوط.